# Éclipse solaire du 23 septembre 2090
L'éclipse solaire du 23 septembre 2090 est une éclipse totale.

## Parcours
Cette éclipse totale commencera dans l'arctique, près du pôle Nord, en période d'équinoxe.
Elle progressera vers le sud, passant sur l'île d'Ellesmere, puis longeant la côte ouest du Groenland qu'elle traversera près de son extrémité sud, où se produira le maximum de l'éclipse.
Puis l'éclipse continuera en traversant l'océan Atlantique pour atteindre les côtes sud de l'Irlande et de l'Angleterre, et ensuite entrera et finira son parcours en France et en Belgique. Cette éclipse totale aura un parcours en France plus large que celle du 3 septembre 2081, allant du Nord à la Bretagne et finissant au-delà (c'est-à-dire à l'est) de Paris, au soir,.

### Aux îles Anglo-Celtes
Ce sera la première éclipse totale en Irlande et en Angleterre dans ce siècle (et la seule). En Irlande, ce sera la première éclipse solaire totale depuis celle du 22 mai 1724. En Angleterre, son parcours touchera des zones comparables à celle du 11 août 1999, au Sud-Ouest, mais de façon plus étendue.